# Plaxiphora albida
Plaxiphora albida är en blötdjursart som först beskrevs av de Blainville 1825.  Plaxiphora albida ingår i släktet Plaxiphora och familjen Mopaliidae. Inga underarter finns listade i Catalogue of Life.